# Alfons Roig Izquierdo
Alfons Roig Izquierdo   (Bétera, 4 de juliol de 1903 - Gandia, 11 de maig de 1987) va ser un sacerdot, professor i escriptor. També crític d'art, va ser un dels primers a parar l'atenció en l'art abstracte i seguidor de l'Impressionisme de Vincent van Gogh i Matisse, de l'art de Picasso i Kandinski, en els temps difícils de la dictadura del general Franco. Va centrar els seus esforços a ensenyar, descobrir i donar a conèixer l'art modern i els corrents artístics d'arreu d'Europa, que, malauradament, eren prohibides i ocultades en Espanya. Obrir els ulls als artistes joves, aqueixa fou la seua tasca, a força d'exilis interiors.

## Biografia
Als set anys va ser internat en el convent dels Pares Franciscans, on va començar els seus estudis. El 1920 va iniciar estudis eclesiàstics a Astorga (Lleó) i es va ser ordenat sacerdot el 1926. Va tornar a la diòcesi de València, on va exercir a les parròquies de Pinet i a la de Sant Joan de Ribera a la ciutat de València on era rector titular l'any 1936.
El 1939 va ser nomenat professor de "Cultura cristiana i Litúrgia" a l'Escola Superior de Belles Arts de Sant Carles (València), on va tenir com alumnes als més coneguts artistes valencians contemporanis, Eusebio Sempere, Juan Genovés, Hernández Mompó, Andreu Alfaro, Manuel Valdés Blasco, Juan de Ribera Berenguer… Va estudiar Arqueologia Cristiana a l’Institut Pontifici de Roma des del 1946 fins a 1948, any en què torna a València i és nomenat professor d'Arqueologia Cristiana. Història de l'Art i Estètica al Seminari Metropolità de València a Montcada (Horta Nord). Mostrava també una preocupació per la poesia contemporània: Emilio Prados, Vicente Aleixandre, Antonio Machado, Miguel Hernández.
El 1953 i el 1955 va viatjar a París, on va eixamplar els seus estudis d'art i on va conèixer als més famosos artistes i estudiosos del seu temps, molts dels quals li serien presentats per madame Kandinski, esposa del pintor, amb la qual el va unir una especial amistat. També va mantenir relació amb alguns membres de la generació del 27, com ara amb María Zambrano. Tingué relació amb la revista l'Art Sacré i el 1956 fou becat pel govern francès per tal d'estudiar l'arquitectura religiosa moderna a França. Així tingué la possibilitat de viatjar i estudiar per diversos països d'Europa, entre ells França, Suïssa i Itàlia. Va exercit de crític d'art a la revista Saó.
El 1958, el Govern francès li concedí les Palmes Acadèmiques i el 1960 una nova beca per a estudiar l'arquitectura religiosa moderna a Alemanya. El 1969, Alfons Roig heretà l'ermita de la Consolació de Llutxent, poble de la Vall d'Albaida, d'on va ser nomenat fill adoptiu i on visqué fins a la seua mort.
Va deixar l'ensenyament el 1974 i es va dedicar a la restauració de l'ermita amb l'ajut de la Diputació de València. El 1975 es va unir grup L'Eixam i el 1980 va ser nomenat fill adoptiu de Llutxent. Des de 1981, la Diputació Provincial de València convoca uns premis artístics amb el seu nom. Josep Renau, Manuel Hernández Mompó, Eusebio Sempere i Manuel Valdés Blasco han estat alguns dels guanyadors.
El 1985 va fer donació de la seua pinacoteca i de la seua biblioteca privada a la Diputació de València. S'hi poden trobar obres de Victor Vasarely, Sempere, Julio González, Picasso, Kandinski i Millars, entre d'altres, totes elles regalades pels seus autors, assegurava, “perquè jo mai he tingut diners per comprar aquestes coses".
Un any abans de morir el 1986, va ser novament condecorat pel govern francès com a Oficial de les Palmes Acadèmiques.
El 2017 es realitza al MUVIM de València una exposició amb el títol 'Alfons Roig i la generació del 27' amb documentació personal custodiada a la biblioteca del propi museu. El 2021 hi ha una polèmica a la premsa sobre la seua figura

## Obres
Va publicar diversos treballs: 
- El arte de hoy y la Iglesia (1954)
- La pintura religiosa de Georges Rouault (1959)
- Julio González (1960)
- En la muerte de Ángel Ferrant (1961)
- Picasso en Barcelona (1962)
- Diálogo de la Iglesia con el mundo moderno de la Arquitectura (1964)
- «L'amic», Manolo Gil: 1925-1957. Catàleg de l'exposició: Sala Parpalló, Maig 1981, p. 5-7
- Art viu del nostre temps (1982)[13]
- També és autor d'obres de creació com ara el llibre de poemes Ronda dels veïns de l'ermita o d'altres com l'Ermita de la Mare de Déu de la Consolació de Llutxent.